# Dubrovačka ruda
Dubrovačka ruda je hrvatska pasmina ovaca podrijetlom iz južne Dalmacije, prvenstveno s područja Dubrovačkog primorja i susjednih otoka, a u novije vrijeme i širom cijele Dubrovačko-neretvanske županije. Riječ je o autohtonoj, izvornoj pasmini koja je danas svrstana među ugrožene pasmine u Hrvatskoj.

## Podrijetlo i razvoj
Dubrovačka ruda nastala je križanjem lokalnih ovaca s uvezenim plemenitim pasminama, ponajprije merino i tsigai (albanskog tipa). Pasmina je kroz stoljeća selekcionirana za preživljavanje u teškim krškim uvjetima juga Dalmacije. Ime "ruda" vjerojatno dolazi od tamnijih nijansi vune kod pojedinih jedinki u prošlosti.

## Izgled i osobitosti
Ovce su srednje veličine, skladno građene, najčešće bijele boje. Odrasla ženka teži oko 45 kg, a ovan oko 60 kg. Dlaka je polufina do fina, finoće 28-30 μm pogodna za proizvodnju vune. Mliječnost se kreće između 120 i 160 litara po laktaciji, a koristi se i za proizvodnju lokalnog sira. Imaju dobar materinski instinkt i prilagodbu na ispašu u sušnim područjima.

## Ugroženost i očuvanje
Dubrovačka ruda danas je ugrožena pasmina. Prema podatcima iz 2020., bilo je registrirano nešto više od 1200 grla, raspoređenih među dvadesetak uzgajivača. Uzgajivači i stručne institucije rade na očuvanju pasmine, ali ona još nema status zaštićenog geografskog podrijetla.

## Kulturni i gospodarski značaj
Osim gospodarske uloge, Dubrovačka ruda ima i značajnu ulogu u kulturnoj baštini dubrovačkog kraja, gdje se i danas koristi za tradicionalne proizvode, kao što su domaći sir i vuna.